# Charles François de Cisternay du Fay
Charles François de Cisternay du Fay (París, 14 de setembre del 1698 - 16 de juliol del 1739) fou un químic francès conegut en electroestàtica per diferenciar entre una electricitat positiva i una altra negativa. Va ser el primer intendent (director) del Jardí Reial de les Plantes Medicinals, una institució científica oficial creada el 1635 que amb la Revolució Francesa esdevindria l'actual Museu Nacional d'Història Natural de França amb seu a París a l'actual Jardí de les Plantes.

## Biografia
Nat a una família de militars va seguir la carrera i va arribar al grau de capità, però a partir del 1723 es dedicà a les ciències naturals i va obtenir un càrrec d'adjunt a la classe de química de l'Acadèmia Francesa de les Ciències (Académie des sciences). Va ser un prolífic col·laborador de les Histoires de l'Académie (publicació de l'Acadèmia), estudiant sobretot la fosforescència i l'electrificació per fregament. La seva vàlua com a investigador li va reportar l'encàrrec per part dels seus col·legues de posar a punt una sèrie de proves químiques per controlar la qualitat dels tints.
Lluís XV el va nomenar el 1732 director del Jardí Reial de les Plantes Medicinals de París (avui dia el Museu Nacional d'Història Natural de França), la seva feina va fer d'aquest establiment un dels millors jardins d'Europa. El 1733 va esdevenir membre de l'Acadèmia de les Ciències i l'any següent va anar a Anglaterra amb altres acadèmics per estudiar la resistència a la compressió de la fusta.
A partir de 1733 es va dedicar essencialment a la botànica i a estudiar les propietats òptiques dels cristalls, especialment la birefringència del cristall de roca i de l'espat d'Islàndia.
El juliol del 1739 es va infectar de la verola i va morir en pocs dies.

## Treball científic
Du Fay va escriure gairebé en exclusiva a les memòries de l'Acadèmia de les Ciències. Sota la influència del físic Guillaume Amontons va començar estudiant els fenòmens tèrmics de la propagació del calòric, el que avui denominarien la conducció tèrmica.
Instruït pels consells d'un vidrier alemany, va posar en evidència les causes del fenomen de la lluminositat observada el 1700 per Johann Bernoulli als barometres de mercuri, deguda a la introducció d'aire i impureses barrejades amb el mercuri al tub capil·lar de vidre. Aquesta explicació li va valdre la seva nominació com a adjunt a l'Acadèmia.
Però és a causa de la seva hipòtesi dels dos fluids elèctrics (electricitat "resinosa" i electricitat "vítria", més tard conegudes com a positiva i negativa) del 1733 que ha passat a la posteritat. Du Fay va constatar que:
- Els objectes fregats amb ambre es repel·leixen.
- Els objectes fregats contra una barra de vidre també es repel·leixen.
- Els objectes fregats contra l'ambre atreuen els que han estat fregats contra el vidre.

També va demostrar que l'electrificació de l'extrem d'una corda mullada es transmet gairebé de manera instantània a l'altre extrem, fins i tot si la corda és molt llarga (1.200 peus).
Reprenent les observacions d'Erasmus Bartholin i de Christiaan Huygens sobre la doble refracció (la birrefringència) de l'espat d'Islàndia, Du Fay va intentar millorar la mesura dels angles de la segona refracció i va demostrar que els cristalls tallats en angles rectes presentaven una refracció simple i que en els altres casos l'angle de la segona refracció depenia de l'angle de les cares del cristall.